# Alejandro López (Fußballspieler, 1989)
Eduardo Alejandro López (* 16. Juni 1989 in Lincoln) ist ein ehemaliger argentinischer Fußballspieler. Der linke Außenverteidiger wurde mit dem CD O’Higgins chilenischer Meister.

## Karriere
Alejandro López begann seine Karriere 2006 und spielte für verschiedene unterklassige Vereine in Argentinien. Im Jahr 2011 folgte sein Wechsel nach Chile zum CD O’Higgins, mit dem er in der Apertura 2013/14 die erste Meisterschaft der Vereinsgeschichte feiern konnte. Durch den Erfolg des Teams spielte er in der Copa Libertadores 2014, jedoch wurde er im März 2014 wegen Undiszipliniertheiten für den Rest des Jahres aus dem Kader gestrichen. Im Juni 2015 wechselte er zum CD Cobresal und im Folgejahr nach Argentinien zu San Martín Tucumán. Anschließend lief López wieder für unterklassige Teams in Argentinien und Chile, wo er erneut für das abgestiegene Cobresal spielte, auf.

## Erfolge
O’Higgins
- Chilenischer Meister: 2013/14-A
- Chilenischer Supercup-Sieger: 2014